# Pekmez
Pekmez se dobiva ukuhavanjem protisnute ili neprotisnute voćne mase posve zrelog voća bez koštica, s dodatkom ili bez dodatka šećera.

## Opis
U odnosu prema voćnoj masi, pekmez se može zasladiti s najviše 20% šećera. Pekmez se najčešće priprema od zrelih šljiva i to bez dodatka šećera, a dodavanjem šećera dobiva se zaslađeni pekmez od šljiva. Pekmez mora biti vrlo gust.